# Teluk Sejuah
Teluk Sejuah is een bestuurslaag in het regentschap Indragiri Hulu van de provincie Riau, Indonesië. Teluk Sejuah telt 650 inwoners (volkstelling 2010).